# Mini (autómárka)
A Mini egy brit autómárka, amely jelenleg a BMW cég tulajdonában van. A legsportosabb kisautók egyike.

## Története
A Mini a világ egyik legsportosabb kisautója. Történetének kezdete az ötvenes évekig vezethető vissza. Elsőként a British Motor Corporation elnöke, Leonard Lord szorgalmazta, hogy szükség lenne egy teljesen belföldi gyártású, kis fogyasztású, gazdaságosan üzemeltethető, alacsony karbantartásigényű, a széles néprétegek által is elérhető árú kisautót gyártani, majd 1957-ben megbízást is adott Sir Alec Issigonis számára az autó megtervezésére. Kikötésként mindössze annyit adott meg, hogy négy személy férjen el benne, megbízható, olcsó és a BMC más autóihoz hasonlóan sportos és jó hajtású legyen. Eleinte nehéz feladat volt a motor, a sebességváltó és a négy ülés megfelelő elhelyezése, de aztán 1958-ra megszületett a kisautó rajza. A jobb kormányzás és térkihasználás érdekében a karosszéria négy sarkába helyezték a kerekeket, a kis motor pedig az alig 948 cm³-es űrtartalom ellenére kellően erős volt. Az autó az akkoriban szokásos négyfokozatú sebességváltót kapta, így lendületes, gazdaságos és alacsony fogyasztású lett. Mivel az 1959-ben bemutatott prototípus az eredetileg tervezett motorral túl gyorsnak bizonyult, ezért a sorozatgyártású modell kisebb méretű (848 cm³-es) és teljesítményű (34 LE-s) motort kapott, ami még mindig megfelelően mozgatta a mindössze 600 kilogrammos önsúlyú kocsit. Később John Cooper megalkotta a Mini Cooper S-t, ami sok versenyen állt helyt kiválóan. A Mini az évek során nagyon sokat fejlődött, de még a mai modell is hűen őrzi az első példányok jellegzetessé vált vonásait, mint amilyen például a kerek fényszóró, illetve a sportos viselkedés.

## A Mini 2010-ben
Napjaink Mini-modelljei tartalmazzák a legújabb technológiai vívmányokat. A 2010-ben kapható Mini-modellek listája, és főbb műszaki adataik:
1. Mini One: főleg városba való; 1,6 literes szívómotorokkal és ugyancsak 1,6 literes dízelmotorral kapható. Utóbbival gyári adatok szerint akár 3,9 literes átlagfogyasztást is el lehet érni.
2. Mini Cooper: talán ez a típus a legismertebb a Mini kínálatában. Az 1598 köbcentiméteres lökettérfogatú szívómotorral ebben a változatban 122 lóerő leadására képes, turbósan 182 lóerős. Kapható még 112 lóerős dízelmotorral is.
3. Mini John Cooper Works (Mini Cooper S Works): a Mini történetében kulcsfontosságú szerepet betöltő John Cooper után elnevezett kisautó a legerősebb most kapható Mini-modell. Az 1,6 literes benzinmotort két turbófeltöltő lélegezteti. Aki városba vagy utazásra venné, csalódni fog benne, hiszen kőkemény futóműve jóvoltából egészen versenyautós, szinte csak versenypálya-használatra alkalmas.

A fent említett modellek kaphatóak Cabrio és Clubman változatban is.
A Mini nemrég rukkolt elő új modelljével, egy kompakt, ötajtós szabadidő-autóval, mellyel azoknak a vásárlóknak az igényeit elégítené ki, akik könnyebb terepen is szeretnének egy kis dinamikát érezni, vagy a normál Mini túl kicsi volt nekik. Ezek a szabadidő-autók a fent említett motorok mindegyikével kaphatóak, kivéve a John Cooper Works változat motorját. Az újdonság neve Countryman, vagyis vidéki ember. A név arra enged következtetést, hogy az autó terepjáró képességekkel rendelkezik.